# Dicranoptycha recurvispina
Dicranoptycha recurvispina är en tvåvingeart som beskrevs av Evgenyi Nikolayevich Savchenko 1974. Dicranoptycha recurvispina ingår i släktet Dicranoptycha och familjen småharkrankar. Inga underarter finns listade i Catalogue of Life.